# Inmunidad intrínseca
Inmunidad intrínseca se refiere a un conjunto de mecanismos de defensa antivirales basados en células, en particular proteínas genéticamente codificadas, que se dirigen específicamente a retrovirus de eucariotas. A diferencia de los efectores de inmunidad adaptativa e innata, las proteínas inmunes intrínsecas se expresan generalmente a un nivel constante, lo que permite detener rápidamente una infección viral. La inmunidad intrínseca proporciona una defensa antiviral inmediata y directa, mediada por factores de restricción intrínsecos, que son en su mayoría preexistentes en ciertos tipos de células. Los factores de restricción viral intrínsecos reconocen componentes virales específicos, pero a diferencia de otros receptores de reconocimiento de patrones que inhiben la infección viral indirectamente al inducir interferones y otras moléculas antivirales, los factores antivirales intrínsecos bloquean la replicación viral de forma inmediata y directa.

## Antecedentes
Los organismos eucariotas han estado expuestos a infecciones virales durante millones de años. El desarrollo del sistema inmunológico, con su respuesta innata y sus  respuestas adaptativas, muestra la importancia evolutiva de combatir las infecciones. 

Algunos virus han demostrado ser letales o bien refractarios a los mecanismos inmunitarios convencionales, y se han desarrollado mecanismos de defensa celular específicos, codificados genéticamente para combatirlos. La inmunidad intrínseca comprende proteínas celulares que siempre están activas y han evolucionado para bloquear la infección por virus específicos o taxones virales.
El reconocimiento de la inmunidad intrínseca como mecanismo de defensa antiviral,  se describe en la mayoría de los cursos o textos de inmunología.

## Relación con el sistema inmunológico
La inmunidad intrínseca combina aspectos de las dos ramas del sistema inmunológico, la respuesta adaptativa y la respuesta innata, pero es mecánicamente distinta.

La inmunidad intrínseca innata reconoce la infección viral usando receptores tipo Toll (TLR) o receptores de reconocimiento de patrones, que detectan patrones moleculares asociados a patógenos (PAMP), lo que desencadena la expresión génica de proteínas antivirales inespecíficas.
 
Las proteínas inmunes intrínsecas, son específicas tanto en el reconocimiento del virus como en su mecanismo de atenuación viral. Al igual que la inmunidad innata, el sistema inmunitario intrínseco no responde de manera diferente a la infección repetida por el mismo patógeno. Al igual que la inmunidad adaptativa, la inmunidad intrínseca se adapta específicamente a un solo tipo o clase de patógenos, especialmente los retrovirus.
A diferencia de la inmunidad adaptativa y de la inmunidad innata, que puede tardar semanas en ser efectiva, en la inmunidad intrínseca las proteínas inmunes intrínsecas se expresan constitutivamente y están listas para detener la infección inmediatamente después de la entrada viral. Esto es importante en las infecciones retrovirales, ya que la integración viral en el genoma del hospedador ocurre rápidamente después de la entrada y la copia de la transcriptasa inversa es irreversible.
Debido a que la producción de proteínas mediadoras inmunitarias intrínsecas no se puede aumentar durante la infección, estas defensas pueden saturarse y resultar ineficaces si una célula está infectada con un alto nivel de virus.

## Actividades de las proteínas inmunes intrínsecas canónicas
Además de las respuestas inmunitarias innatas y adquiridas convencionales, los organismos complejos han desarrollado una serie de genes dominantes expresados constitutivamente que suprimen o previenen las infecciones virales. Las dos principales defensas celulares contra la infección por retrovirus son la clase de inhibidores Fv1 y TRIM5 que se dirigen a las cápsides retrovirales entrantes y la clase APOBEC3 de citidina desaminasas que hipermuta y desestabiliza los genomas retrovirales. Las actividades adicionales, menos bien caracterizadas, también inhiben la replicación viral.
- TRIM5α (motivo de interacción tripartita cinco, variante de empalme α) es una de las proteínas inmunes intrínsecas más estudiadas debido a su conexión con el virus de la inmunodeficiencia humana (VIH) y el virus de la inmunodeficiencia de los simios (VIS). Esta proteína expresada de manera constitutiva reconoce las proteínas de la cápside de retrovirus que entran y previene el desencubrimiento viral y la transcripción inversa a través de un mecanismo desconocido. La variante TRIM5α del mono rhesus es capaz de reconocer e infección prevenir el VIH, mientras que el humano proteína TRIM5α puede prevenir la infección por SIV. Esta variación ayuda a explicar por qué el VIH y el VIS infectan a humanos y monos respectivamente, y probablemente refleja una epidemia anterior de lo que ahora llamamos VIH entre los ancestros de las poblaciones actuales de monos rhesus.[6]
- APOBEC3G (complejo de edición de apolipoproteínas 3 G) es otra proteína inmune intrínseca que interfiere con la infección por VIH. La APOBEC3G es una citidina desaminasa contra el ADN monocatenario que introduce mutaciones de transversión en el genoma del VIH durante la transcripción inversa al cambiar aleatoriamente pares de bases de citidina en uracilo. Aunque esto no detendrá necesariamente la integración viral, los genomas virales de la progenie resultantes están demasiado plagados de mutaciones para ser viables. La expresión de APOBEC3G es interrumpida por la proteína vif del VIH que induce su degradación a través del sistema ubiquitina/proteasoma. En realidad, la Vif explota nuestra inmunidad intrínseca, titulando el grado de poliubiquitinación del APOBEC3G para aumentar la variabilidad genética ya presente en el VIH-1 (debido a su transcriptasa inversa feliz de mutación). Por lo tanto, Vif actúa a través de APOBEC3G para aumentar la probabilidad de generación de mutantes de escape en la patogénesis del VIH-1. Si se crea un mutante de deleción de HIVΔvif, podrá infectar una célula, pero producirá una progenie de virus no viable debido a la acción de APOBEC3G.[7]

Se han descubierto otras proteínas inmunes intrínsecas que bloquean el virus de la leucemia murina (MLV), el virus del herpes simple (HSV) y el citomegalovirus humano (HCMV). En muchos casos, como el de APOBEC3G anterior, los virus han desarrollado mecanismos para interrumpir las acciones de estas proteínas. Otro ejemplo es la proteína celular Daxx, que silencia a los promotores virales, pero es degradada por una proteína HCMV activa al principio de la infección.